# Sarcòfag de Políxena

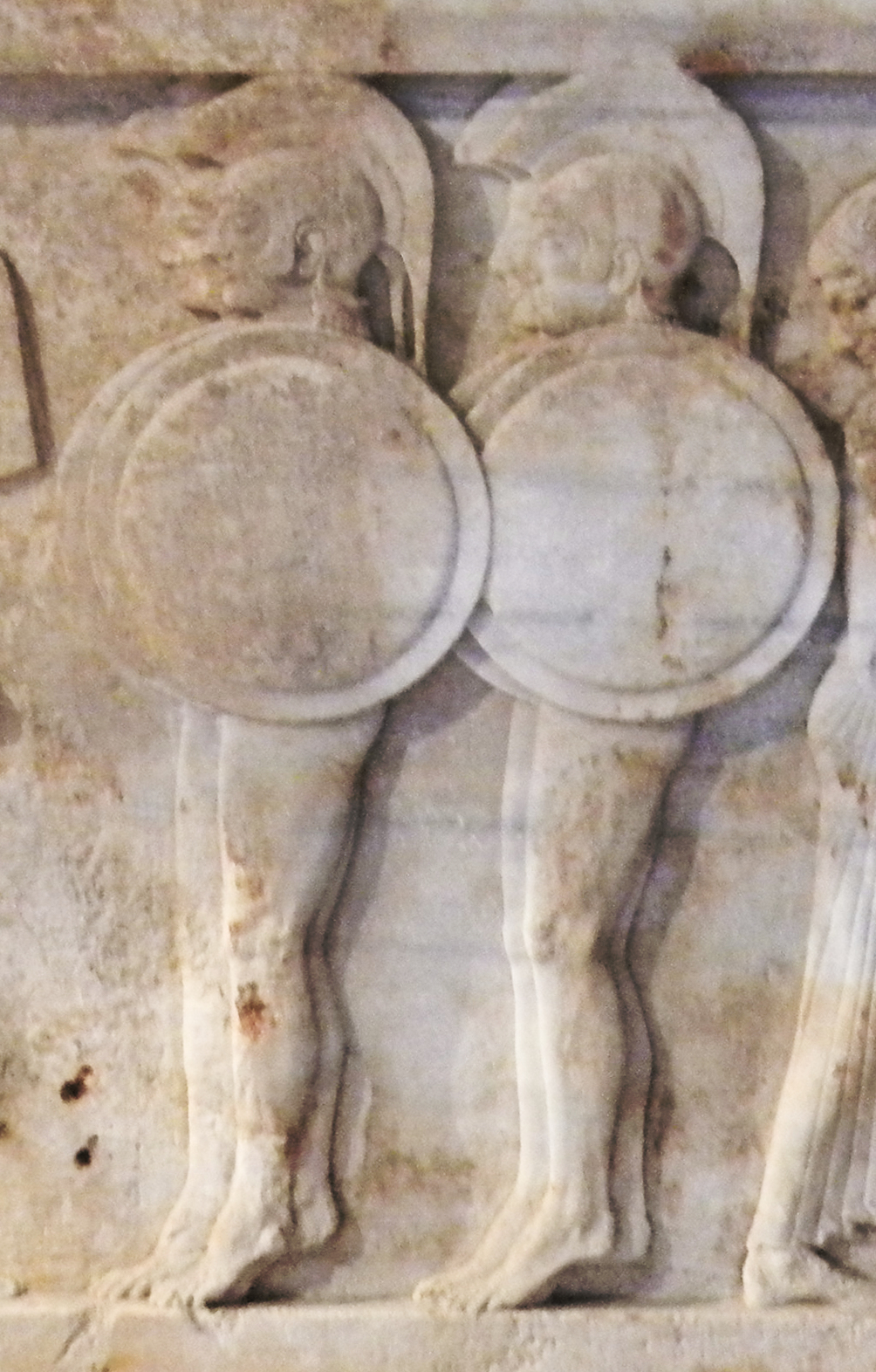
Hoplites en el sarcòfag de Políxena

El Sarcòfag de Políxena és un sarcòfag de finals del segle vi abans de la nostra era, de la Frígia helespòntica, del començament del període en què es va convertir en una província de l'Imperi aquemènida. El sarcòfag es trobà en el túmul de Kızöldün, a la vall del riu Granic, a prop de Biga, a la província de Çanakkale, el 1994. L'àrea on aparegué es troba a mig camí entre Troia i Dascilèon, capital de la Frígia Helespòntica. S'exposa en el Museu de Troia.
És el sarcòfag de pedra amb relleus figuratius més antic mai trobat a Àsia Menor (Anatòlia). L'estil n'és grec arcaic i data de les darreres dues dècades del segle vi abans de la nostra era (520-500 ae), o una mica més tard (500-490 ae), segons l'anàlisi estilística. Fa 3,32 m de llarg, 1,60 m d'ample i 1,78 m d'alt, i contenia els ossos d'un home de 40 anys. Sobre les rajoles de terracota que envoltaven el sarcòfag es van trobar les restes del carro fúnebre fet servir per a transportar el cos al túmul.

Els relleus representen un ritu funerari per tres costats, i en el revers el sacrifici de Políxena, filla del rei de Troia, Príam, per Neoptòlem davant la tomba de son pare, Aquil·les. La descripció del sacrifici de Políxena pot suggerir un culte a l'heroi Aquil·les, implicant sacrifici animal, en un antic túmul de Tròade, on degué ser enterrat. Estrabó (13.1.32) informa que aquest culte a Aquil·les va existir a Tròade:
| « | "A prop de Sigeium hi ha un temple i un monument a Aquil·les, i també monuments a Patrocle i Antíloc. Els ilians fan cerimònies sagrades en el seu honor, i fins i tot a Àjax. Però no adoren pas a Hèrcules, i hi al·leguen com a raó que els va devastar el país." | » |

Els homes que apareixen en els relleus són grecs, mentre que les dones són troianes.

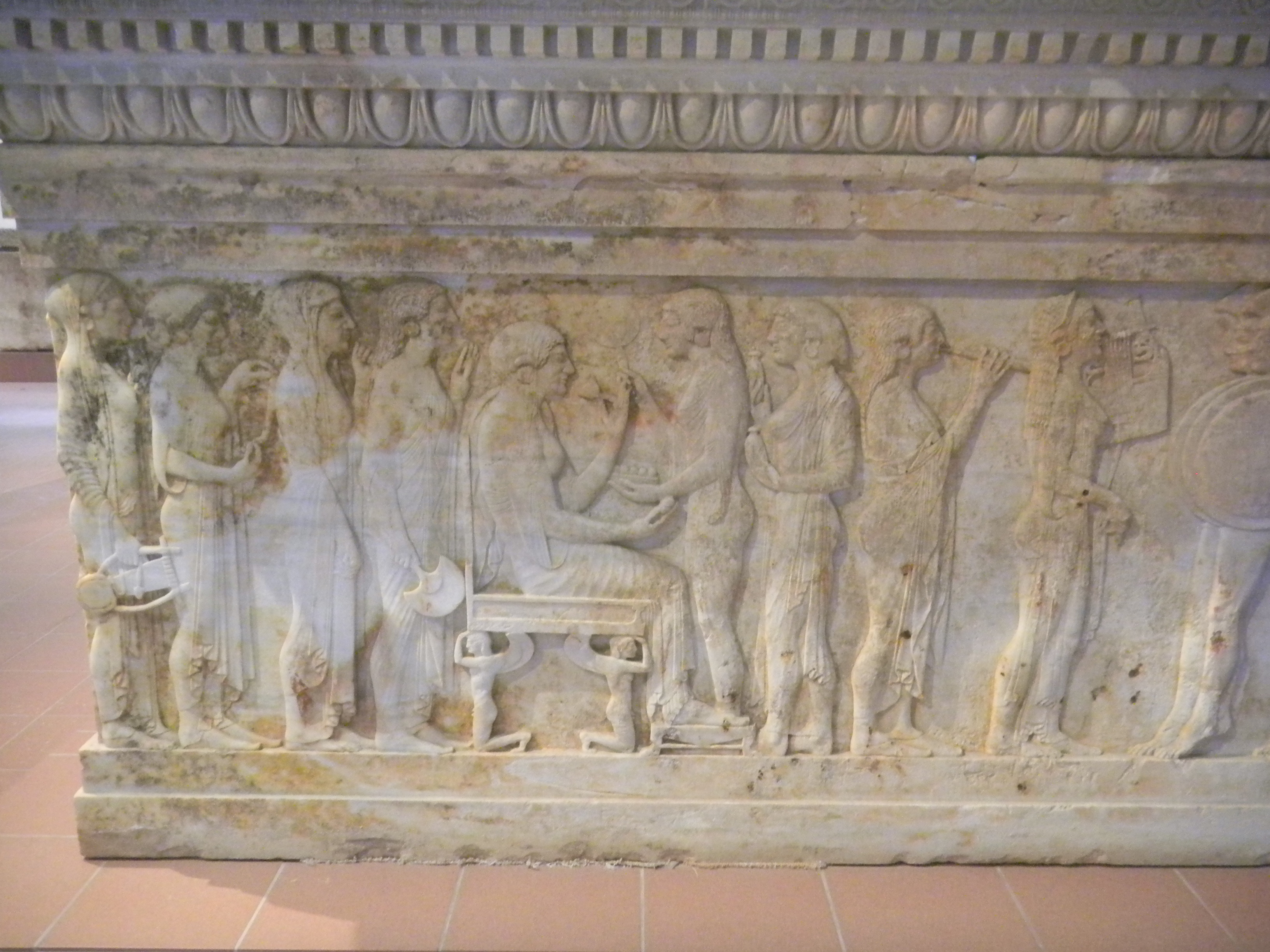
Vista de costat
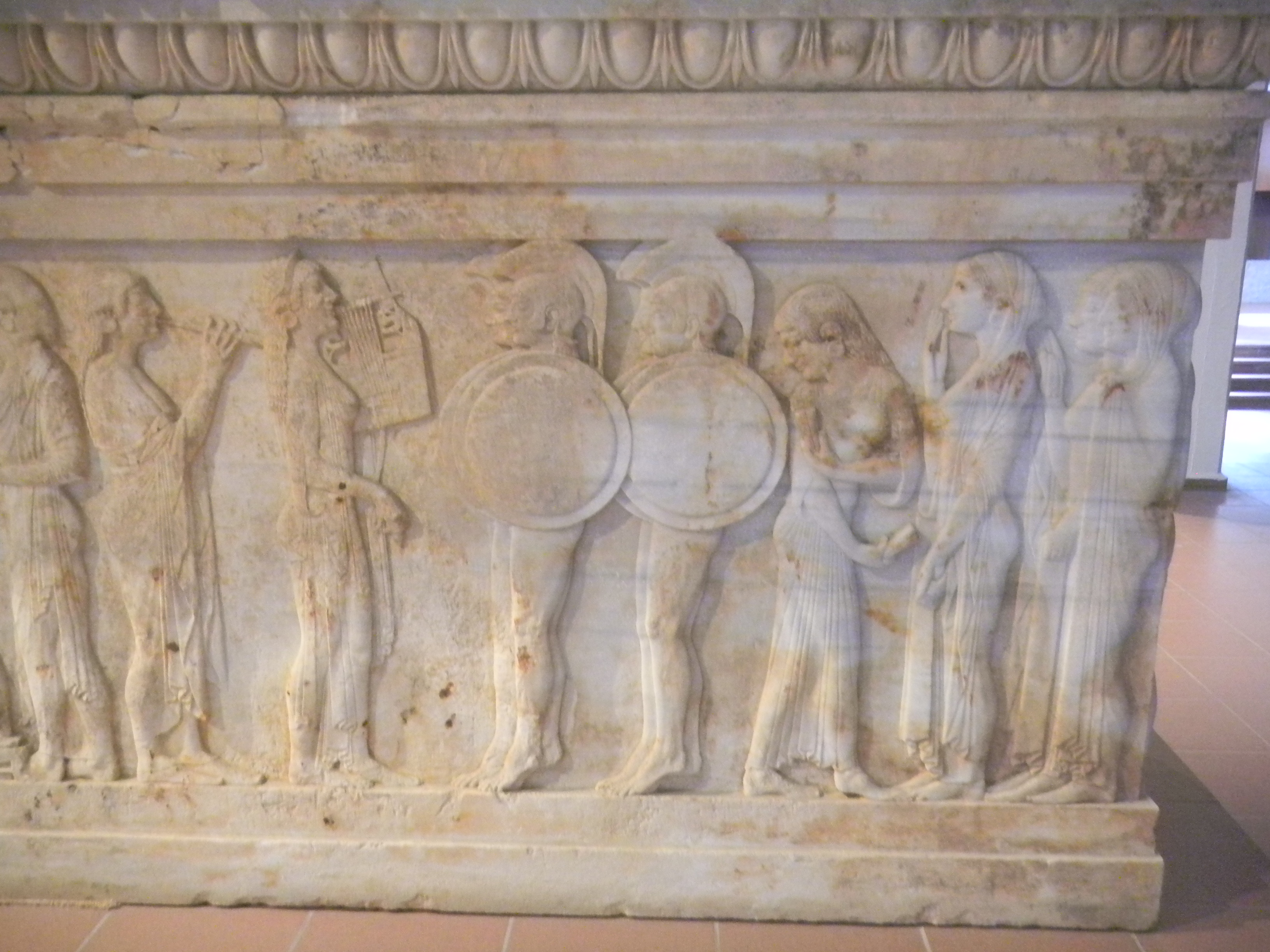
Vista de costat
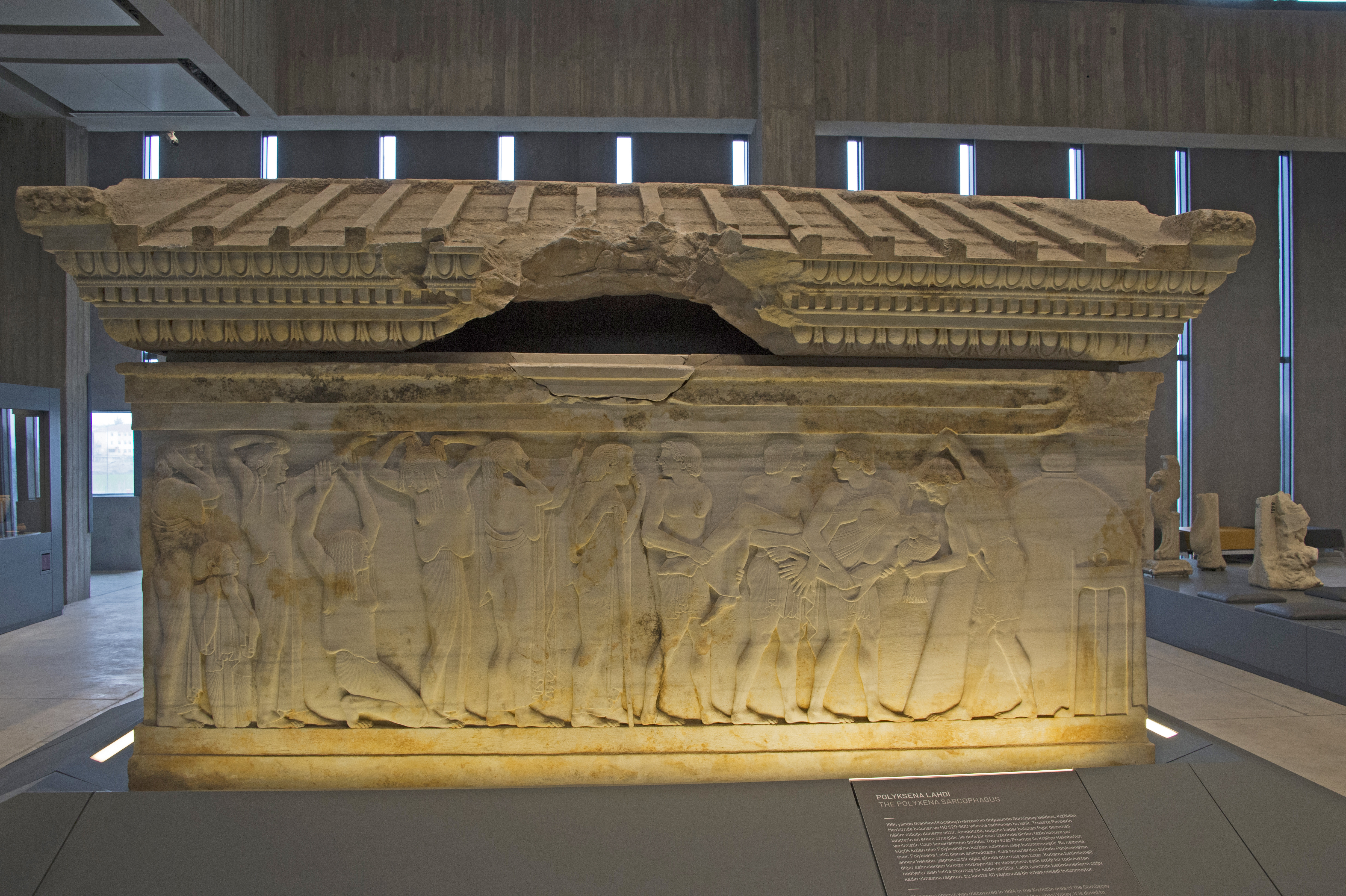
El sacrifici de Políxena en el sarcòfag epònim; el mal en la tapa, amb forma de teulada a dues aigües amb frontons, indica que va ser saquejat en l'Antiguitat
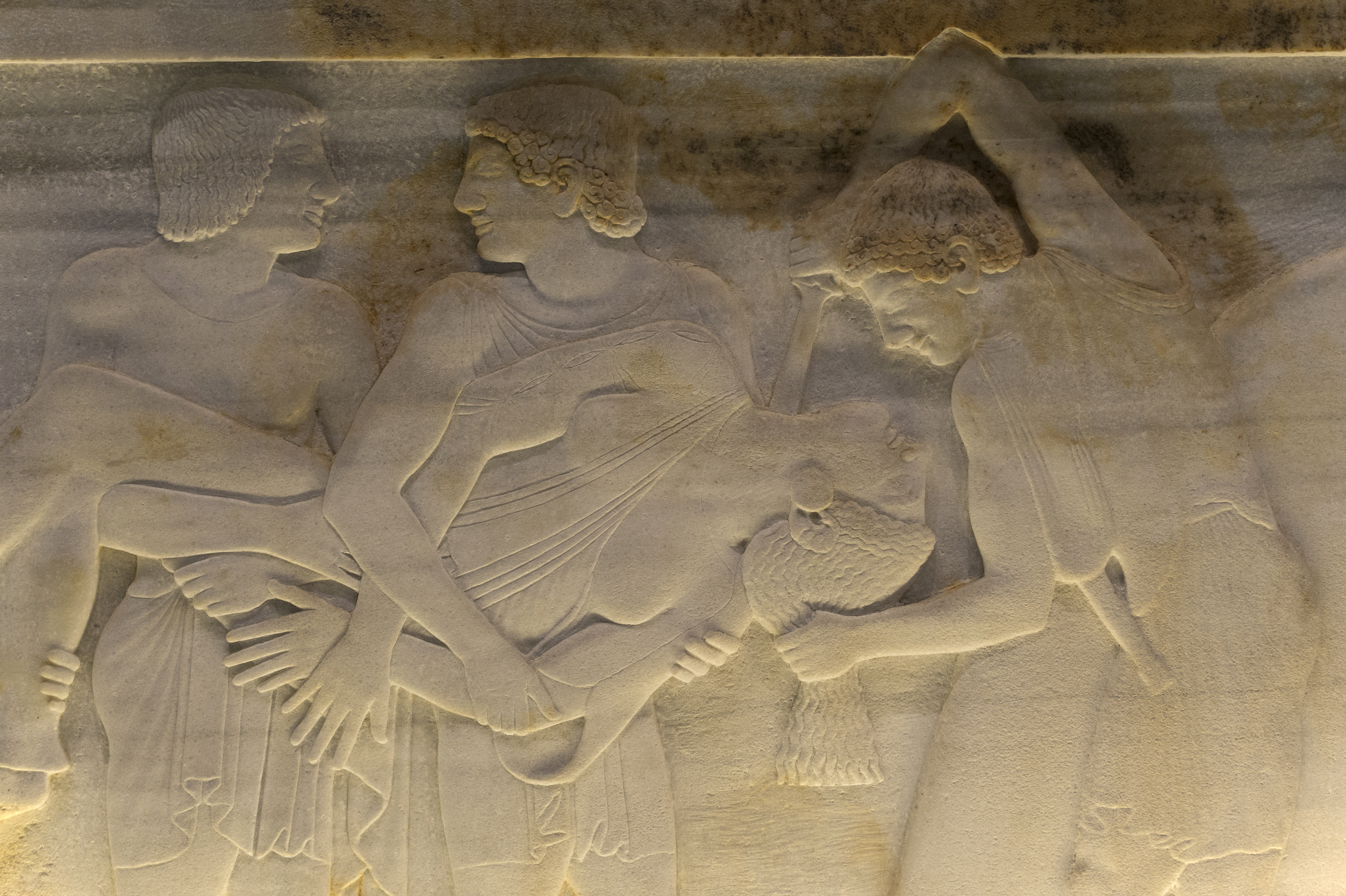
El sacrifici de Políxena en el sarcòfag epònim (detall)
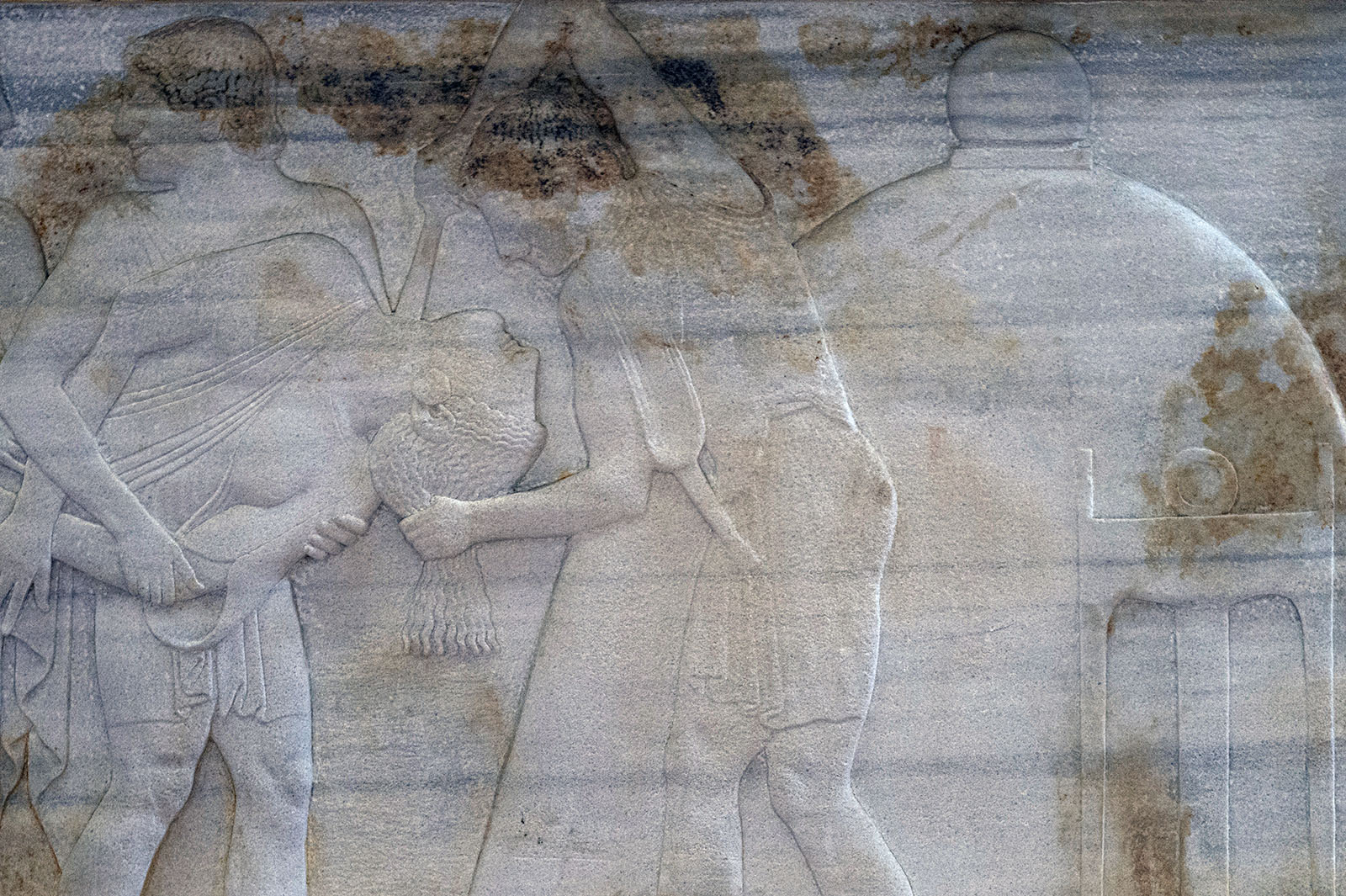
El sacrifici de Políxena davant la tomba deAquil·les amb un trípode ritual davant
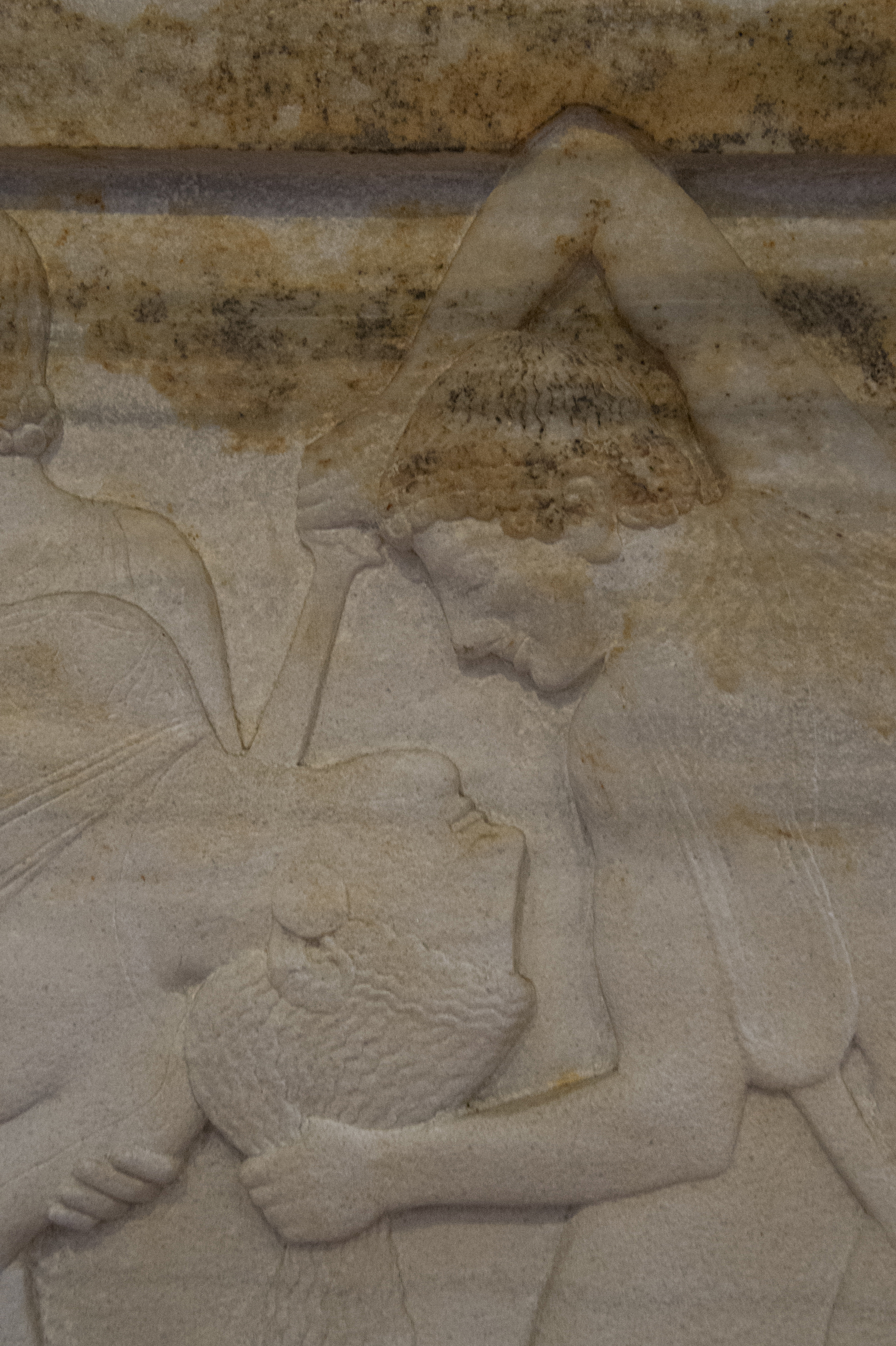
Sacrifici de Políxena i tomba d'Aquil·les